# Радость приготовления пищи
The Joy of Cooking («Радость готовки», «Радость приготовления пищи») — американская кулинарная книга Ирмы Ромбауэр, изданная в 1931 году и ставшая бестселлером. Считается «кулинарной библией» США.
После смерти Ирмы Ромбауэр последующие издания книги корректировались и выполнялись её дочерью — Марион Беккер (англ. Marion Rombauer Becker), а впоследствии сыном Марион — Этаном Беккером (англ. Ethan Becker).
В XXI веке книга продолжается печататься под редакцией семьи Ромбауэр-Беккер. В общей сложности было продано более 18 миллионов её экземпляров.

## Список изданий
- Первое издание книги в 1931 году было самиздатовским.
- Расширенное (640 страниц) второе издание было опубликовано в 1936 году компанией «Bobbs-Merrill Company». К концу 1942 года второе издание прошло шесть переизданий и было продано 52 151 экземпляров книги.
- В 1939 году Ирма Ромбауэр опубликовала «облегченную» версию книги — «Streamlined Cooking», которая была сборником рецептов блюд, которые могут быть приготовлены за 30 минут, с акцентом на использование консервированных и замороженных продуктов. Книга не имела коммерческого успеха, но многие рецепты в ней содержащиеся, вошли в третье издание книги, вышедшее в 1943 году. Это издание стало весьма успешным — с 1943 по 1946 годы в общей сложности было продано 617 782 экземпляров, превысив продажи основного своего конкурента — книгу Фанни Фармер (англ. Fannie Farmer) «Boston Cooking School Cookbook». С незначительными изменениями книга была переиздана в 1946 году.

- В 1949 году Ирма включила в контракт с издательством «Bobbs-Merrill» пункт, указав в нём свою дочь Марион единственным преемником в любой будущей ревизии книги. И следующая редакция книги вышла в 1951 году в соавторстве с Марион, которой полагалось 40 % роялти. В 1952 и 1953 годах данная версия была переиздана с исправлением ошибок.
- В 1962 году, в год смерти Ирмы Ромбауэр, было опубликовано пересмотренное издание книги, выпущенное без согласия Марион Беккер. Последующие выпуски книги в 1963 и 1964 годах отличались множественной корректировкой материалов. Этот выпуск был издан в мягкой обложке.
- В 1975 году вышло издание в последней редакции Марион Беккер с объемом более 1000 страниц, став одним из основных в кухнях по всей Америке. Оно было отпечатано в недорогой мягкой обложке.
- Книга шестого издания печаталась без изменений около 20 лет. Седьмое издание 1997 года курировалось Марион и её сыном Этаном (внуком Ирмы). В нём, в частности, были удалена информация об ингредиентах и замороженных десертах.
- Восьмое издание 2006 года было посвящено 75-й годовщине появления этой книги. Оно было опубликовано издательством «Scribner», содержит около 4500 рецептов и стиль изложения был приближен к первой версии книги. В неё была включена некоторая информация, удаленная в 1997 году.
- Девятое издание книги 2019 года полностью переработанное и обновлённое. Оно было опубликовано издательством «Scribner», содержит около 600 новых рецептов.

Также было два специализированных издания книги:
- В 1995 году в твердой обложке, иллюстрированное Джинни Хофманом (англ. Ginnie Hofmann) и Икки Мацумото (англ. Ikki Matsumoto).
- В 1998 году книга была выпущена с пометкой как «Идеальное факсимиле оригинала 1931 года».

### Зарубежные издания
- Издавалась в России[3].